# Parafia św. Michała Archanioła w Pobiedziskach
Parafia Świętego Michała Archanioła w Pobiedziskach – rzymskokatolicka parafia w Pobiedziskach, należy do dekanatu pobiedziskiego. Powstała około 1258 roku. Obecny kościół wczesnogotycki z końca XIII wieku, spalony 1331, niebawem odbudowany, uszkodzony pożarem w końcu XVI wieku, odbudowany w 1596. W klasycystycznym ołtarzu głównym z początku XIX w znajduje się obraz św. Michała Archanioła z 1621 roku.